# Sarah Mapp

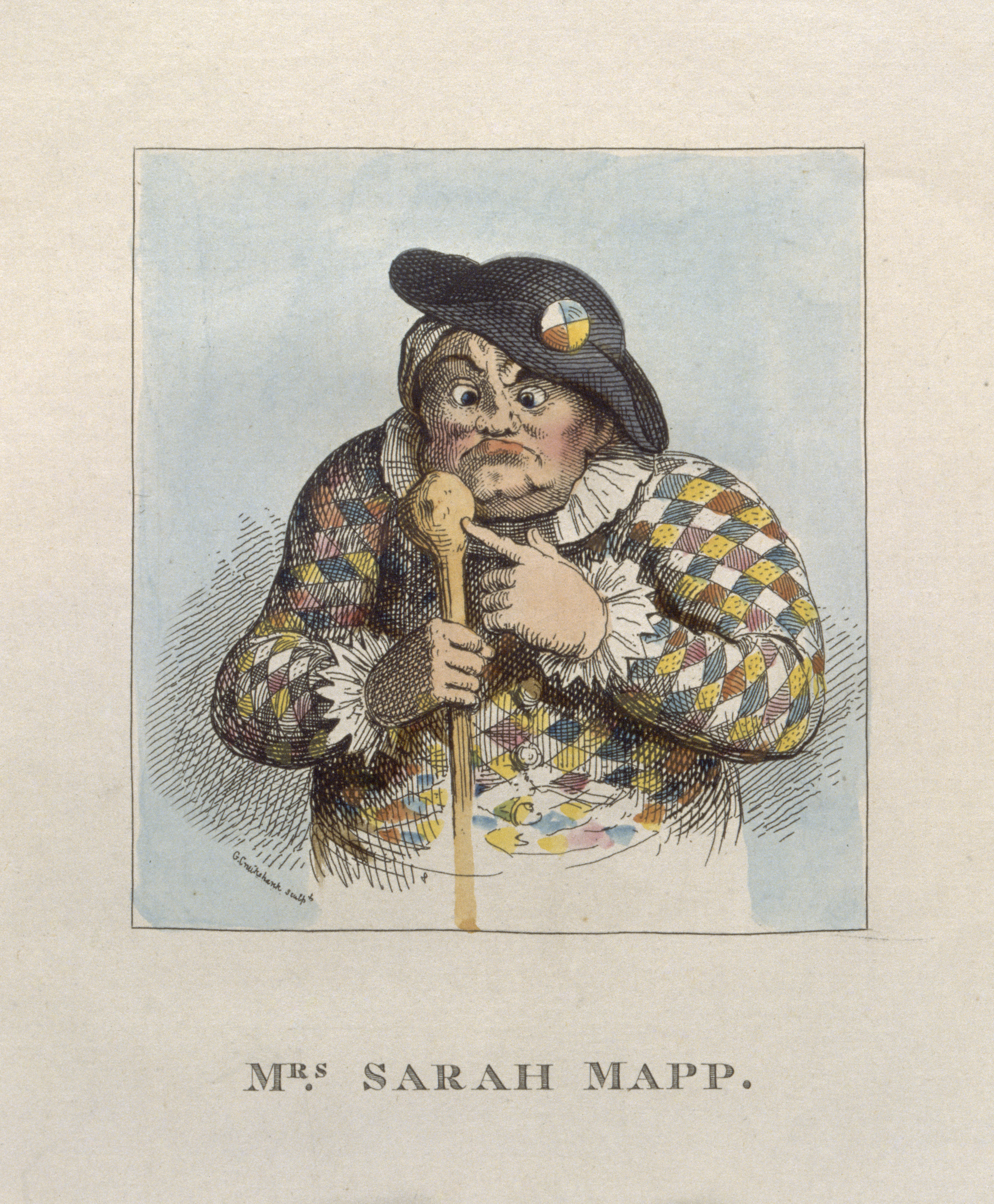
Caricatura di Sarah Mapp, ritratta vestita da pagliaccio e con un osso in mano.

Sarah Mapp, nata Sarah Wallin (1706 – dicembre 1737), è stata un medico inglese.

## Biografia
Nata nel 1706, Sarah Wallin apprese la professione dal padre John, un aggiustaossa che lavorava nel Wiltshire. Benché fosse priva di titoli di studio e non avesse quasi alcuna conoscenza di anatomia, continuò la professione paterna e si stabilì a Epsom, dove, nonostante fosse una donna, divenne famosa per la sua forza fisica e la sua bravura nel ricollocare fratture e lussazioni.
Conosciuta anche come Crazy Sally (in inglese, "Sally la pazza") e come Cross-eyed Sally ("Sally la strabica"), era una donna irruenta, volgare e spesso ubriaca, ma, nonostante ciò, aveva numerosi pazienti che visitava regolarmente. Oltre a lavorare a Epsom, due volte la settimana si recava anche a Londra, dove riceveva i suoi pazienti presso la Grecian Coffee House. Nel 1736 sposò Hill Mapp, dal quale assunse il cognome, e si trasferì stabilmente a Londra.
Il suo successo, tuttavia, declinò, forse a causa del suo alcolismo e della campagna anti-ciarlatani che era in atto in quegli anni (William Hogarth la ritrasse anche in una sua incisione satirica intitolata The Company of Undertakers, nella quale prendeva in giro i medici-ciarlatani). Morì a Londra nel dicembre 1737.